# Jerzy Kwaśniewski (socjolog)

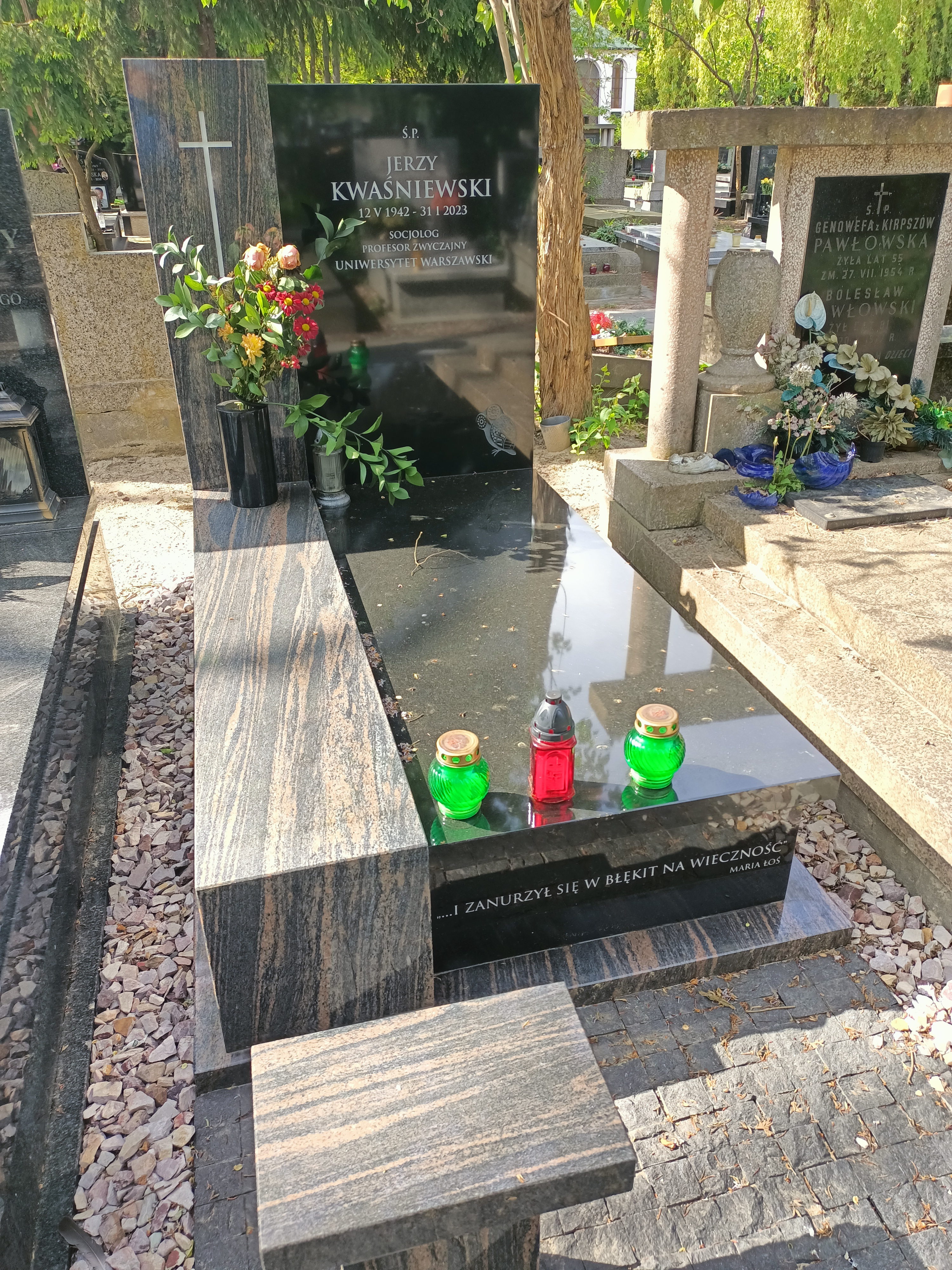
Nagrobek JJerzego Kwaśniewskiego na Cmentarzu Wojskowym na Powązkach

Jerzy Kwaśniewski (ur. 12 maja 1942 w Milczanach, zm. 31 stycznia 2023 w Warszawie)  – polski socjolog, profesor doktor habilitowany nauk humanistycznych (tytuł profesorski otrzymał 22 sierpnia 1995), specjalności socjologia dewiacji, socjologia norm.
Profesor Uniwersytetu Warszawskiego, socjolog.
W latach 1990–1996 i 2008–2012 był dyrektorem Instytutu Profilaktyki Społecznej i Resocjalizacji Uniwersytetu Warszawskiego.
Pośmiertnie został odznaczony przez Prezydenta RP Andrzeja Dudę w 2023 Krzyżem Komandorskim Orderu Odrodzenia Polski.
Został pochowany na Cmentarzu Wojskowym na Powązkach.

## Publikacje
- J. Kwaśniewski, Society and Deviance. BERG, Leamington Spa.(Anglia) – New York (USA) 1984
- J. Kwaśniewski, Społeczeństwo wobec dewiacji. Wydawn. UW. Warszawa1984
- J. Kwaśniewski, Społeczna kontrola zachowań dewiacyjnych (red.) Tom XI "Prace IPSiR UW", Wydawnictwa UW,  Warszawa 1989
- J.  Kwaśniewski, Między autonomią a kontrolą (red. z A. Kojderem), UW PTS, Warszawa 1992
- J. Kwaśniewski, Social Control and the Law in Poland (red. z M. Watson) BERG.  Oxford (Anglia) – New York (USA), 1991
- J. Kwaśniewski, Zaradność społeczna (red. z  R.. Sobiechem i J. Zamecką,Ossolineum 1990
- J. Kwaśniewski (red.) Kontrola społeczna procesów marginalizacji, INTERART,1997
- J. Kwaśniewski (red.) Praca socjalna – pomoc społeczna. Trzy wydania (I – IPSIR, 1993, II –    Interart, 1995, III – Śląsk, 1998)
- J. Kwaśniewski (red. z J. Kubinem) Socjotechnika, IPSIR – PTS, 2001
- J. Kwaśniewski (red.) Badania problemów społecznych, IPSIR, 2003
- J. Kwaśniewski (red.) Normatywność współczesnej Polski, IPSIR, 2005